# Lymantria melanopogon
Lymantria melanopogon este o specie de molii din genul Lymantria, familia Lymantriidae, descrisă de Embrik Strand 1914 Conform Catalogue of Life specia Lymantria melanopogon nu are subspecii cunoscute.